# Скшипне
Скшипне (пол. Skrzypne) — село в Польщі, у гміні Шафляри Новотарзького повіту Малопольського воєводства.
Населення — 1055 осіб (2011).
У 1975-1998 роках село належало до Новосондецького воєводства.

## Демографія
Демографічна структура станом на 31 березня 2011 року:
|          | Загалом | Допрацездатний вік | Працездатний вік | Постпрацездатний вік |
| -------- | ------- | ------------------ | ---------------- | -------------------- |
| Чоловіки | 521     | 143                | 342              | 36                   |
| Жінки    | 534     | 139                | 303              | 92                   |
| Разом    | 1055    | 282                | 645              | 128                  |